# Veenontginning
Met veenontginning wordt doorgaans de bewoning en ontginning van hoogveengebieden gedurende de middeleeuwen bedoeld. Een voorbeeld is de zogenaamde
Grote Ontginning in Zuid-Holland en Utrecht. Turfwinning was hier bijzaak; het veen is grotendeels spontaan verdwenen door ontwatering, inklinking en zetting. De landschappen die hierdoor ontstonden, worden wel veenlandschappen genoemd.
Vanaf de vijftiende en zestiende eeuw begon men daarnaast systematisch turf te winnen, hetgeen wel als vervening wordt aangeduid.